# Grammy Award alla miglior registrazione dance pop
Il Grammy Award alla miglior registrazione dance pop (Grammy Award for Best Dance Pop Recording) è un premio dei Grammy Award conferito dalla National Academy of Recording Arts and Sciences per la qualità della migliore interpretazione di genere dance pop. La categoria del premio è stata stabilita nel 2024, come integrazione alla categoria miglior registrazione dance/elettronica, ed inizialmente nominata Best Pop Dance Recording. Dall'edizione del 2025 in poi il premio viene rinominato in Best Dance Pop Recording.

## Vincitori e candidati

### Anni 2020
- 2024[3][4]

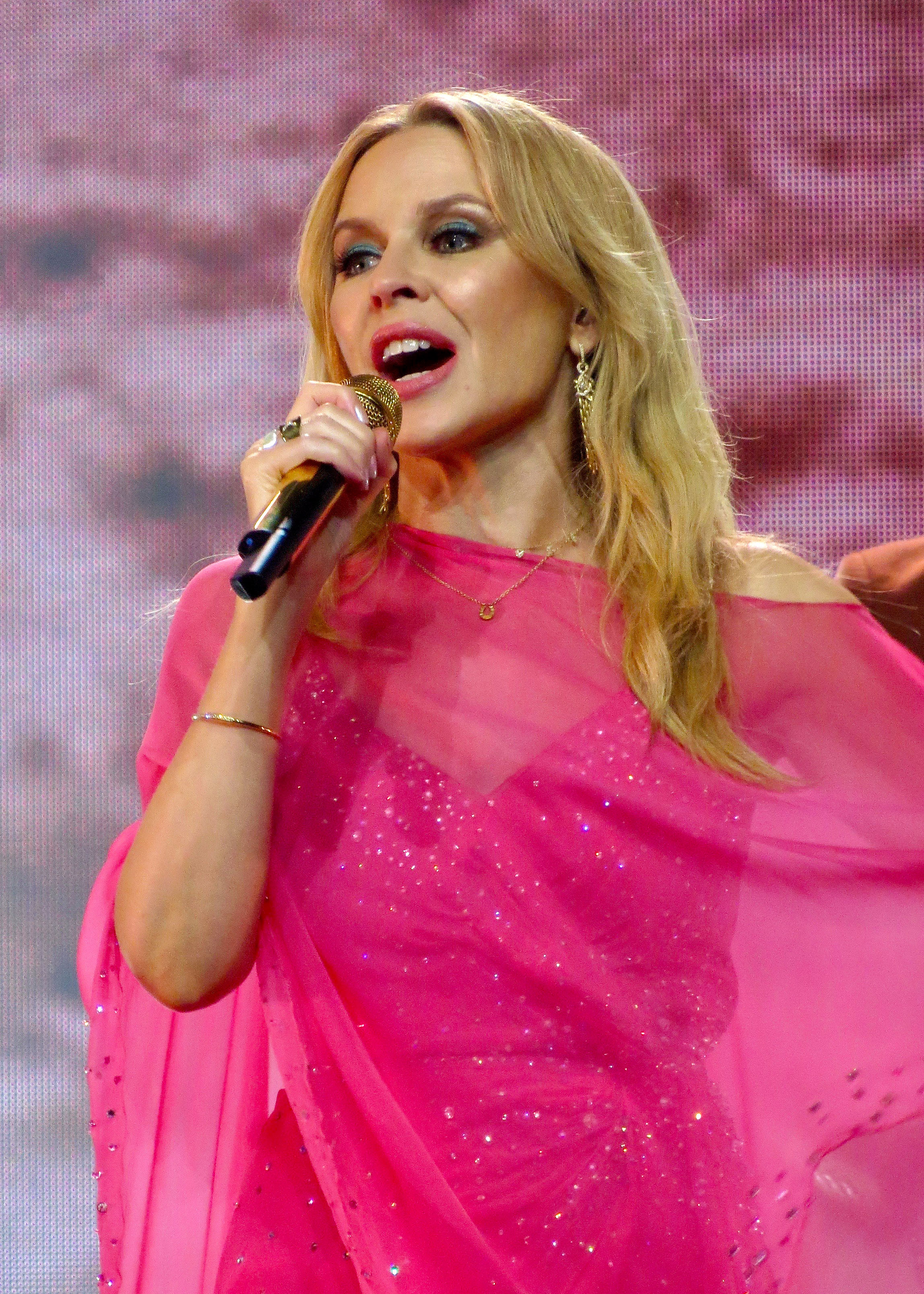
Kylie Minogue, la prima artista vincitrice in questa categoria.

  - Padam Padam – Kylie Minogue; Lostboy, producer; Guy Massey, mixer
  - One in a Million – Bebe Rexha e David Guetta; Burns e David Guetta, produttori; Șerban Ghenea, mixer
  - Miracle – Calvin Harris ft. Ellie Goulding; Burns e Calvin Harris, produttori; Calvin Harris, mixer
  - Baby Don't Hurt Me – David Guetta, Anne-Marie e Coi Leray; Johnny Goldstein, Toby Green, David Guetta e Mike Hawkins, produttori; Șerban Ghenea, mixer
  - Rush – Troye Sivan; Styalz Fuego, Novodor e Zhone, produttori; Alex Ghenea, mixer

- 2025[5]
  - Von Dutch - Charli XCX; Finn Keane, produttore; Tom Norris, mixer
  - Yes, And? - Ariana Grande; Ariana Grande, Ilya & Max Martin, produttori; Șerban Ghenea, mixer
  - L'Amour de Ma Vie [Over Now Extended Edit] - Billie Eilish; Billie Eilish, Finneas, produttori; Jon Castelli & Aron Forbes, mixer
  - Make You Mine - Madison Beer; Madison Beer, Leroy Clampitt, produttori; Mitch McCarthy, mixer
  - Got Me Started - Troye Sivan; Ian Kirkpatrick, produttore; Alex Ghenea, mixer